# Cyril Gallat
Cyril Gallat, také Cyril Gallát  (28. května nebo 11. června 1885 Petrohrad – 1967) byl český malíř.

## Biografie
Narodil se v Rusku, v rodině českého podnikatele Václava Gallata a jeho manželky Terezie, rozené Louženské. Jeho otec a strýc Jaroslav Gallat pocházeli z novobydžovské rodiny nájemce hostince.
Cyril Gallat vyrostl v Praze-Holešovicích. V letech 1901–1907 vystudoval figurální malbu na Akademii výtvarných umění v Praze v ateliéru Františka Ženíška. Pokračoval roční stáží na Akademii výtvarných umění v Mnichově. Čtyři roky pak strávil v Paříži, kde mj. studoval u Františka Kupky.
Po návratu bydlel v Praze - Motole a věnoval se převážně krajinomalbě.

## Dílo (příklady)
- Mosty na Seině v Paříži, olej na plátně,
- Přístav v Bretani, olej na plátně, výstava: Národ svým výtvarným umělcům, Obecní dům Praha 1939
- Moře, olej na plátně, výstava: Národ svým výtvarným umělcům, Obecní dům Praha 1940–1941